# Charlie Munger
Charles Thomas Munger (n. 1 ianuarie 1924, Omaha, Nebraska, SUA – d. 28 noiembrie 2023, Santa Barbara, California, SUA) a fost un om de afaceri, investitor, avocat și filantrop american. A fost vicepreședinte al Berkshire Hathaway, conglomeratul controlat de Warren Buffett, din 1978 până la moartea sa în 2023. Buffett l-a descris pe Munger drept partenerul său cel mai apropiat și mâna dreaptă și l-a creditat drept „arhitectul” filozofiei de afaceri moderne a lui Berkshire Hathaway. Pe lângă rolul său la Berkshire Hathaway, Munger a fost partener fondator al Munger, Tolles & Olson; președinte al Wesco Financial Corporation din 1984 până în 2011; președinte al Daily Journal Corporation, cu sediul în Los Angeles, California; și director al Costco Wholesale Corporation.

## Biografie

### Începuturile vieții și educație
Charles Thomas Munger s-a născut la 1 ianuarie 1924, în Omaha, Nebraska, fiu al lui Florence „Toody” (Russell) și Alfred Case Munger, avocat. În adolescență, a lucrat la Buffett & Son, un magazin alimentar deținut de bunicul lui Warren Buffett, Ernest P. Buffett. Bunicul său, Thomas Charles Munger, a fost reprezentant de stat și mai târziu judecător al curții de district din SUA numit de Theodore Roosevelt.
S-a înscris la Universitatea din Michigan, unde a studiat matematica. În timpul petrecut în facultate, s-a alăturat fraternității Sigma Phi Society. La începutul anului 1943, la câteva zile după ce a împlinit 19 ani, a renunțat la facultate pentru a servi în U.S. Army Air Corps, unde a devenit sublocotenent. După ce a primit un scor mare la "Testul de Clasificare Generală a Armatei", i s-a ordonat să studieze meteorologia la Caltech din Pasadena, California, orașul în care urma să-și facă casa.
Prin intermediul G.I. Bill, Munger a urmat o serie de cursuri avansate prin mai multe universități. Când a aplicat la alma mater a tatălui său, Harvard Law School, decanul de admitere l-a respins pentru că Munger nu terminase o diplomă de licență. Cu toate acestea, decanul a cedat după un apel de la Roscoe Pound, fostul decan al Harvard Law și un prieten al familiei Munger. Munger a excelat la facultatea de drept, devenind membru al Biroului de asistență juridică de la Harvard și absolvind în 1948 cu un J.D., magna cum laude.
În facultate și în Armată, a dezvoltat ceea ce el considera „o abilitate importantă”: jocul de cărți. A folosit acest lucru în abordarea sa în afaceri. „Ceea ce trebuie să înveți este să renunți devreme atunci când șansele sunt împotriva ta, sau dacă ai un avantaj mare, să-l susții foarte mult pentru că nu obții un avantaj mare des. Oportunitatea vine, dar nu vine des, așa că profită de ea când vine.” El a folosit și analogia cărților pentru a-și explica abordarea de a investi. El a susținut că a trata acțiunile unei companii ca pe niște cărți de baseball este o strategie pierzătoare, deoarece presupune ca cineva să prezică comportamentul ființelor umane adesea iraționale și emoționale.

## Carieră
Munger s-a mutat împreună cu familia sa în California, unde s-a alăturat firmei de avocatură Wright & Garrett (mai târziu Musick, Peeler & Garrett). În 1962, a fondat și a lucrat ca avocat specializat în imobiliare la Munger, Tolles & Olson LLP. Apoi a renunțat la practicarea dreptului pentru a se concentra pe gestionarea investițiilor și mai târziu a colaborat cu Otis Booth în proiecte de dezvoltare imobiliară. Când l-a întâlnit pe Buffett la un prânz la Omaha Club, „cei doi au început să vorbească despre investiții și nu s-au mai oprit niciodată”.
În 1962, Munger s-a asociat cu Jack Wheeler pentru a forma Wheeler, Munger, and Company, o firmă de investiții cu sediul la Bursa de Valori a Coastei Pacificului. Conform eseului lui Buffett „Superinvestitorii din Graham-și-Doddsville”, publicat în 1984, parteneriatul de investiții al lui Munger a generat randamente anuale compuse de 19,8% în perioada 1962–75, comparativ cu o rată anuală de apreciere de 5,0% pentru Dow Jones.El a lichidat Wheeler, Munger și Co. în 1976, după pierderi de 32% în 1973 și 31% în 1974.
Munger a fost anterior președintele Wesco Financial Corporation, acum o filială deținută în totalitate de Berkshire Hathaway. Achiziția acestei companii a fost controversată în urma acuzațiilor conform cărora compania lui Buffett, Blue Chip, a cumpărat acțiuni Wesco pentru a respinge o fuziune iminentă dintre Wesco și Financial Corp. Wesco a început ca o asociație de economii și împrumuturi, dar în cele din urmă a crescut până la a controla Precision Steel Corp., CORT Furniture Leasing, Kansas Bankers Surety Company și alte societăți. Wesco Financial deținea, de asemenea, un portofoliu concentrat de acțiuni de peste 1,5 miliarde de dolari americani în companii precum Coca-Cola, Wells Fargo, Procter & Gamble, Kraft Foods, US Bancorp și Goldman Sachs. Munger credea că deținerea unui număr concentrat de acțiuni pe care le cunoștea extrem de bine va produce randamente superioare pe termen lung.
Wesco are sediul în Pasadena, California, orașul adoptiv al lui Munger. Pasadena a fost, de asemenea, locul întâlnirii anuale a acționarilor companiei, care avea loc de obicei miercurea sau joia după faimoasa întâlnire anuală Berkshire Hathaway. Întâlnirile lui Munger erau aproape la fel de legendare în comunitatea investitorilor ca cele pe care le-a co-găzduit împreună cu Buffett în Omaha. Astfel de întâlniri erau adesea superficiale, dar Munger a interacționat cu ceilalți acționari Wesco pe termen lung, uneori speculând despre ce ar face Benjamin Franklin într-o anumită situație. Notele întâlnirilor au fost postate pe site-ul web "Futile Finance?", dar nu există actualizări după 2011.
Munger a fost, de asemenea, președintele Daily Journal Corporation. După încheierea întâlnirilor Wesco, întâlnirile anuale a Daily Journal au crescut în importanță, deoarece investitorii se adunau la întâlniri pentru a-l asculta vorbind îndelung.